# Code-page
Indenfor datalogi er en code-page en tegnkodetabel. Typisk hvor tegnkodens længde er den samme som tegnkodningens længde er præcis en oktet.
Termen code page har ophav fra IBMs EBCDIC-baseret mainframe styresystemer, men Microsoft, SAP, og Oracle Corporation er nogle af de få selskaber som anvender denne term. Flertallet af selskaberne har defineret deres egne code-page-tegnkodetabeller ved navn.